# Ctenus bicolor
Ctenus bicolor este o specie de păianjeni din genul Ctenus, familia Ctenidae. A fost descrisă pentru prima dată de Bertkau, 1880. Conform Catalogue of Life specia Ctenus bicolor nu are subspecii cunoscute.